# Былое и думы (фильм, 1973)
«Былое и думы» — советский семнадцатисерийный телеспектакль 1973 года, экранизация одноимённой книги А. И. Герцена.

## Съемки
Первые 3 серии были сняты главной редакцией Четвёртой программы ЦТ в конце 1960-х годов. После прихода Лапина к руководству ЦТ производство было приостановлено: 
«Это программа для интеллигенции. А интеллигенция и без телевидения находит свои источники информации. Нам такая программа не нужна»
 В результате четвёртая программа в 1970 году была закрыта. Спектакль в итоге был доснят, но на другом канале.

## Содержание
- Серия 1 «Детство»[1]
- Серия 2 «Университет»
- Серия 3 «Тюрьма»
- Серия 4 «Ссылка»
- Серия 5 «Разлука»
- Серия 6 «Владимир-на-Клязьме»
- Серия 7 «Москва. Петербург»
- Серия 8 «Новгород»
- Серия 9 «Наши и не наши»
- Серия 10 «Прощайте»
- Серия 11 «Путь»
- Серия 12 «После грозы»
- Серия 13 «Крушение сердца»
- Серия 14 «Ещё год»
- Серия 15 «Зову живых»
- Серия 16 «Я вышел рано, до звезды»
- Серия 17 «Послесловие»

## В ролях
- Зиновий Филлер — Александр Иванович Герцен
- Юльен Балмусов — Герцен в молодости
- Виктор Сергачёв — отец Герцена
- Александр Кайдановский — критик Виссарион Белинский
- Ирина Поволоцкая — Наталья Ивановна Герцен
- Мира Ардова — Эмма
- Алексей Шейнин — Саша, сын А. И. Герцена
- Сергей Десницкий — Тимофей Николаевич Грановский
- Анатолий Ромашин — Пётр Яковлевич Чаадаев
- Владислав Сверчков — Корш
- Георгий Куликов — А. С. Хомяков
- Георгий Оболенский — К. С. Аксаков
- Владимир Котельников — Строганов
- Владимир Кенигсон — Л. В. Дубельт
- Евгений Евстигнеев — Трензинский, чтец (страницы романа «Кто виноват?»)
- Юрий Каюров — М. С. Щепкин
- Герман Коваленко — Н. Г. Чернышевский
- Борис Клюев — чиновник, англичанин
- Альберт Филозов — Витберг
- Евгений Велихов — А. Х. Бенкендорф
- Василий Бочкарёв — Н. Х. Кетчер
- Юрий Васильев — В. П. Боткин
- Эдуард Марцевич — Георг Гервег
- Никита Подгорный — Н. И. Сазонов
- Евгений Самойлов — консул
- Рогволд Суховерко — чтец (страницы повести «Сорока-воровка», романа «Кто виноват?»)
- Алла Покровская — чтец (страницы повести «Сорока-воровка», романа «Кто виноват?»)
- Геннадий Фролов — рабочий
- Игорь Васильев — Малинов, чтец (страницы повести «Сорока-воровка», романа «Кто виноват?»)
- Борис Телегин — Барле

## Съёмочная группа
- Авторы сценария: Иосиф Ольшанский, В. Мартынов
- Режиссёр: Лев Елагин
- Ведущий оператор: Борис Лазарев
- Операторы: Ю. Свинкин, А. Жижин, В. Деревянкин, В. Кобычев, Г. Трубанов
- Художник-постановщик: Станислав Морозов
- Композитор: Альфред Шнитке (в титрах появляется с 6-й серии)
- Звукорежиссёры: Владимир Виноградов
- Музыкальный редактор — Татьяна Гудкова
- Государственный симфонический оркестр кинематографии
  - Дирижёры:

Владимир Васильев
Мартин Нерсесян
Эри Клас
Юрий Николаевский
Александр Петухов
- Ассистент режиссёра — А. Евдокимова
- Художники:

по костюмам — М. Шмыгановская
по монтажу — В. Смыслова, А. Воробьёв, М. Литягин
по свету — Г. Богачёв, Э. Андреева
по гриму — С. Аксютина
- Монтаж — Т. Расторгуева
- Редактор — Н. Белозерцева

## Показ
В период перестройки спектакль «пропал» из России, и позже появился в Канадском сегменте интернета на платном сайте, и только оттуда его вернули отечественному зрителю.